# Анубиас гигантский
Ану́биас гига́нтский (лат. Anubias gigantea) — тропическое растение, вид рода Анубиас (Anubias) семейства Ароидные, или Аронниковые (Araceae).
Анубиас гигантский является одним из самых крупных растений из рода Анубиас. Достигает высоты более полутора метров, черешки листьев могут достигать длины 80 см, листья — 30 см, початки соцветий — 19 см.

## Ботаническое описание
Корневище распростёртое, ползучее и дающее корни, 1—3 см толщиной.

### Листья
Листья плотно покрывают верхушку растения. Черешки немного короче или до 2,5 раз длиннее листовых пластинок, до 83 см длиной. Влагалища короткие или достигают половины длины черешка. Коленце 1—2,5 см длиной. Листовая пластинка копьевидная, иногда почти треугольная; средняя лопасть от овальной до ланцетовидной, 13—30 см длиной, 5—14 см шириной, в 2—4 раза длиннее ширины, наиболее широкая ниже середины, снизу гладкая, кожистая; боковые лопасти 9—28 см длиной, 3—10 см шириной. Боковые жилки в большом числе, заметные, между ними по 2—4 менее заметные боковые жилки, у края сливаются в 2—3 общие краевые жилки; поперечные жилки многочисленные, тонкие.

### Соцветие и цветки
Цветоножка немного короче черешков, 14—60 см длиной. Покрывало 3,5—8 см длиной, продолговатое, толстое, мясистое, короткозаотрённое, зелёное, не развёрнутое, но открытое наверху, перед цветением открывающееся сверху на половину длины, но не сгибающееся, через несколько часов закрывающееся полностью снова.
Початок немного длиннее покрывала, 9 см длиной, 5—10 мм в диаметре, цилиндрический. Мужская зона в 1,5—3 раза длиннее женской, цветки в женской и мужской зоне располагаются плотно. Тычинок 4—6(8); нижние мужские цветки иногда стерильные; рыльце большое, белое, дискообразное, полусидячее или на коротком столбике; теки находятся по сторонам синандрия, продолговатые, вскрывающиеся продольным разрезом.
Цветёт в феврале — апреле.

### Плоды
Плоды — сжато-шаровидные ягоды.
Семена в высохшем виде жёлтые, со множеством коричневых пятен, 1,5—1,8 мм длиной, 0,9—1,2 мм шириной, в 1,3—2 раза длиннее ширины.

## Распространение
Распространён в Западной Африке — Гвинее, Сьерра-Леоне, Либерии, Того, Кот-д'Ивуаре.
В естественной среде предпочитает места со значительным увлажнением, зачастую растёт в полузатопленном состоянии, на берегах ручьёв и рек, в их руслах, в основном на скалистых местах.

## Культивирование
Как декоративное растение используется в аквакультуре. Предпочитает умеренное освещение, воду нейтральной или слабокислой реакции, оптимальная температура воды — 22-28 градусов.